# Kostohrîzove, Kahovka
Kostohrîzove (în ucraineană Костогризове) este localitatea de reședință a comunei Kostohrîzove din raionul Kahovka, regiunea Herson, Ucraina.

## Demografie
Componența lingvistică a localității Kostohrîzove
     Ucraineană (97,4%)
     Rusă (2,06%)
     Alte limbi (0,43%)
Conform recensământului din 2001, majoritatea populației localității Kostohrîzove era vorbitoare de ucraineană (97,4%), existând în minoritate și vorbitori de rusă (2,06%).